# José Francisco Cevallos (ur. 1971)
José Francisco Cevallos (ur. 17 kwietnia 1971 w Ancón) – piłkarz ekwadorski grający na pozycji bramkarza.
Jego synowie José Francisco (ur. 1995) i Gabriel (ur. 2000) również są piłkarzami.

## Kariera klubowa
Karierę piłkarską Cevallos rozpoczął w małym klubie o nazwie Molinera. W 1990 roku został zawodnikiem Barcelona SC z miasta Guayaquil i w jego barwach zadebiutował w ekwadorskiej Serie A. Awansował wówczas z Barceloną do finału Copa Libertadores, ale w nim lepsza okazała się paragwajska Club Olimpia (José nie wystąpił w finałowych spotkaniach). W 1991 roku po raz pierwszy został mistrzem Ekwadoru, a w 1992 dotarł do półfinału Pucharu Wyzwolicieli. Pierwszym bramkarzem Barcelony został dopiero w 1994 roku, a rok później drugi raz w karierze wywalczył mistrzostwo kraju. W 1997 roku powtórzył to osiągnięcie, a w 1998 wystąpił w finale Copa Libertadores w meczach z Club de Regatas Vasco da Gama (0:2, 1:2). W Barcelonie grał do końca 2004 roku.
W 2005 roku Cevallos trafił do Kolumbii i przez pół roku bronił w drużynie Once Caldas, zdobywcy Pucharu Wyzwolicieli. Po rozegraniu 11 spotkań wrócił do Barcelony i grał w niej do zakończenia sezonu 2006. W 2007 roku został piłkarzem Deportivo Azogues, a rok później podpisał kontrakt z LDU Quito i kolejny raz w swojej karierze awansował do finału najważniejszego południowoamerykańskiego pucharu klubowego.
16 maja 2011 roku ogłosił zakończenie kariery piłkarskiej.

## Kariera reprezentacyjna
W reprezentacji Ekwadoru Cevallos zadebiutował 21 września 1994 roku w zremisowanym 0:0 towarzyskim spotkaniu z Peru. W 1995 roku powołany został na Copa América, ale na turnieju nie wystąpił ani minuty. W całej swojej karierze zaliczył jeszcze trzy turnieje o mistrzostwo Ameryki Południowej: Copa América 1997, Copa América 1999 i Copa América 2001. W 2002 roku został powołany przez selekcjonera Hernána Darío Gómeza do kadry na Mistrzostwa Świata 2002. Tam był podstawowym bramkarzem drużyny i wystąpił we wszystkich trzech meczach grupowych: przegranych 0:2 z Włochami i 1:2 z Meksykiem oraz wygranym 1:0 z Chorwacją. Ostatni mecz w reprezentacji rozegrał w 2009 roku. Łącznie w drużynie Ekwadoru wystąpił 88 razy.